# Iulius Town
Iulius Town (до 2019. Openville Timișoara) је назив комплекса мешовите намене, рубног града и тржног центра који се налази у Темишвару. У власништву Iulius Group, пројекат је замишљен од почетка да интегрише Iulius Mall, који је сада завршен са канцеларијским, малопродајним и забавним функцијама. Мешовити пројекат обухвата, поред шопинг зоне, парк, сале за догађаје, канцеларије, дом здравља, биоскоп и преко 4.000 паркинг места.  Преко 442 милиона евра уложено је у прву фазу пројекта, који је делимично отворен у августу 2019., што је једна од највећих инфузија приватног капитала у сектору некретнина икада направљених у Румунији.  Процењује се да је годишњи саобраћај за Iulius Town преко 20 милиона посетилаца. 

## Iulius Mall
Iulius Mall Timișoara, други тржни центар у оквиру националне мреже Iulius, свечано је отворен 20. октобра 2005., након почетне инвестиције од приближно 45 милиона евра. Развијен је на локацији на којој су биле постављене антене 1940-их и која је остала потцењена почетком 2000-их. Iulius Group је основао Јулиан Даскалу 1991, а компанија тренутно поседује још три тржна центра у Јашију, Сучави и Клуж-Напоци. У време инаугурације, Iulius Mall Timișoara је био први тржни центар у западној Румунији.